# Trisuloides zhangi
Trisuloides zhangi is een vlinder uit de familie van de uilen (Noctuidae). De wetenschappelijke naam van de soort is voor het eerst geldig gepubliceerd in 1994 door Yi-Xin Chen.

## Type
- holotype: "male. 18.VI.1981. leg. Bao-Lin Zhang"
- instituut: IZAS Beijing, China
- typelocatie: "China, Sichuan, Dukou"